# 野獣戦争
『野獣戦争』（やじゅうせんそう、Trouble Man）は、1972年のブラックスプロイテーション映画で、20世紀フォックスが制作公開したアメリカ映画。主演のロバート・フックス(Robert Hooks)が演じる「ミスターＴ」は、エッジの立った私立探偵で、しばしば自分の手で正義の裁きを下す。この映画は興行的に成功しなかったが、モータウンに所属していたマーヴィン・ゲイが作曲、制作、演奏/歌唱を担当したサウンドトラックの素晴らしさは、今日でも注目されている。
それ以前のアイザック・ヘイズやカーティス・メイフィールドのように、当時のゲイは、ソウル音楽のスターのひとりとして、アフリカ系アメリカ人の観客を狙った映画にサウンドトラックを提供する機会を待っていた。映画『野獣戦争』は失敗作だったが、同名のサントラ盤『トラブル・マン』とシングル盤は、ゲイにとって成功作となった。
この映画は、マイケルとハリーのメドヴェド兄弟(Michael & Harry Medved)が1978年に出した本『The Fifty Worst Films of All Time』で取り上げられている。

## あらすじ
インナーシティのチンピラが、警察と犯罪組織の両方から追われながら、現場の知恵で切り抜けて行く、ブラックスプロイテーションのドラマ。ロバート・フックス演じる主人公「T」は、ハスラーと私立探偵とゲットーのよろずトラブル解決屋がひとつになったような人物で、ロサンゼルスのサウスセントラルのビリヤード店を根城にしている。Tは羽振りがいい—豪勢な新車を乗り回し、高級スーツを着て、大きなアパートメントに住んでいる。しかし、彼は自分と同じブロックに住む人々のために気を配り、警察とギャングたちの両方と上手くやりながら、法を守る側に関しても、破る側に関しても、善人と悪人を見分ける術を心得ている。Tは、地元でサイコロ賭博を運営しているチョーキー(Chalky)（ポール・ウィンフィールド）とそのパートナーのピート(Pete)（ラルフ・ウェイト; Ralph Waite）にアプローチされる。チョーキーはTに、覆面を着けた男たちに、数夜にわたって立て続けに盗みに入られており、この連中の正体を明らかにしてほしいと依頼する。Tは、いつものような仕事としてこれを引き受け、正当な対価の支払いを要求する。しかし、実はチョーキーとピートは、ライバルの頭目ビッグ(Big)（ジュリアス・W・ハリス; Julius Harris）を捕らえ、ビッグの配下のひとりを殺し、Tに賭場に押し入った殺した罪をかぶせようとしていることが明らかになる（Tは銃で脅されてその場にいた）。Tは、ビッグと、ジョー・マルクス警部(Joe Marx)（Bill Smithers）の両方から追われるが、いくつもの危うい場面を切り抜けたTは、敵を犠牲にしてでも生き残ろうと決意する。映画『野獣戦争』には、このほか、Tの恋人役でポーラ・ケリー(Paula Kelly)が出演しており、音楽にはマーヴィン・ゲイが書き下ろしたオリジナル・スコアが使われている。

## キャスト
| 役名             | 俳優                     | 日本語吹替                                                            |
| 役名             | 俳優                     | 日本テレビ版                                                          |
| ---------------- | ------------------------ | --------------------------------------------------------------------- |
| テイ             | ロバート・フックス       | 秋元羊介                                                              |
| チョーキー       | ポール・ウィンフィールド | 田中康郎                                                              |
| ピート           | ラルフ・ウェイト         | 平林尚三                                                              |
| マークス警部     | ウィリアム・スミサーズ   | 家弓家正                                                              |
| クレオ           | ポーラ・ケリー           | 高橋ひろ子                                                            |
| ビッグ           | ジュリアス・W・ハリス    | 相模太郎                                                              |
| ジミー           | ビル・ヘンダーソン       | 小野丈夫                                                              |
| チャイ           | アキリ・ジョーンズ       | 大山高男                                                              |
| 不明 その他      | N/A                      | 村上ちづ子 宮下勝 井口成人 稲葉実 緒方賢一 若本紀昭 広瀬正志 笹岡繁蔵 |
| 日本語版スタッフ |                          |                                                                       |
| 演出             | 演出                     | 壷井正                                                                |
| 翻訳             | 翻訳                     | 矢田尚                                                                |
| 効果             | 効果                     | PAG                                                                   |
| 調整             | 調整                     | 中村脩                                                                |
| 制作             | 制作                     | グロービジョン                                                        |
| 初回放送         | 初回放送                 | 1978年6月17日 『土曜映画』 14:30-15:55 正味74分                       |